# Magnetic Man (album)
Magnetic Man è l'album di debutto del gruppo dubstep inglese Magnetic Man, pubblicato l'8 ottobre 2010 dall'etichetta discografica Columbia. L'edizione standard contiene quattordici tracce; l'edizione di iTunes include altre sei tracce.
Dall'album sono stati estratti tre singoli. Il primo, I Need Air, è stato pubblicato a luglio 2010 e ha raggiunto la decima posizione nel Regno Unito. Perfect Stranger, una collaborazione con Katy B presente anche sul suo album di debutto, è stata pubblicata ad ottobre, una settimana prima della messa in commercio di Magnetic Man. Infine, Getting Nowhere, un duetto con John Legend, è stato pubblicato a febbraio 2011.
Magnetic Man è entrato alla quinta posizione della classifica britannica ed è sceso alla ventiduesima la settimana successiva. È rimasto nelle prime cento posizioni per sette settimane non consecutive. Ha avuto un discreto successo anche nelle Fiandre, dove ha raggiunto la settantesima posizione.

## Tracce
1. Flying Into Tokyo - 3:08
2. Fire (con Ms. Dynamite) - 4:39
3. I Need Air (con Angela Hunte) - 4:16
4. Anthemic - 6:08
5. The Bug - 4:14
6. Ping Pong - 6:29
7. Perfect Stranger (con Katy B) - 5:57
8. Mad - 3:45
9. Boiling Water (con Sam Frank) - 3:36
10. K Dance - 3:16
11. Crossover (con Katy B) - 4:15
12. Box of Ghosts - 3:45
13. Karma Crazy - 4:13
14. Getting Nowhere (con John Legend) - 4:29

Tracce bonus (iTunes)
1. Album Mixtape (Continuous Mix) - 54:19
2. Certified Banger - 5:27
3. Corner of a Dark Room - 4:29
4. I Need Air (Digital Soundboy Remix) - 5:21
5. I Need Air (Redlight Remix) - 4:19
6. Perfect Stranger (Benga Remix) - 4:41

## Classifiche
| Classifica (2010) | Posizione massima |
| ----------------- | ----------------- |
| Belgio (Fiandre)  | 70                |
| Regno Unito       | 5                 |